# Kaple svatého Jana Nepomuckého (Svojetín)
Kaple svatého Jana Nepomuckého ve Svojetíně je barokní stavba římskokatolické církve. Nachází se na návsi ve Svojetíně na Rakovnicku. Spadá pod farnost Petrovice u Rakovníka.

## Historie
Kapli zasvěcenou svatému Janovi Nepomuckému nechal v letech 1721–1722 postavit majitel zdejšího panství Petr Arnošt hrabě Mollart. Objekt je využíván příležitostně, bohoslužby se zde nekonají.

## Popis
Barokní kaple má obdélný půdorys s půlkruhovým závěrem. V interiéru je rokokový mobiliář. Na oltáři je obraz svatého Jana Nepomuckého a po stranách jsou postavy svatého Rocha a Antonína Paduánského.